# 수단 내전 (2023년~현재)
수단 내전은 라마단 기간 중인 2023년 4월 15일부터 수단 군정의 두 경쟁 파벌인 압델 파타 알부르한 휘하의 수단군(SAF)과 잔자위드의 지도자 모하메드 함단 다갈로 휘하의 신속지원군 사이에서 일어난 내전이다. 전투는 수단의 수도 하르툼 도시 인근과 다르푸르 지역을 중심으로 일어났다. 2024년 1월 21일 기준 최소 13,000명에서 15,000명이 사망했고 33,000명이 부상을 입었다. 2024년 6월 3일 기준 710만명 이상이 국내실향민으로 전락했으며 2백만명 이상이 난민이 되어 수단 바깥으로 떠났고 마살리트 학살로 인해 다르푸르 지역의 민간인 15,000명 이상이 학살당했다.
내전은 수단 전역에서 공습, 포격, 총격과 함께 신속지원군이 정부 시설을 공격하면서 시작되었다. 하르툼과 옴두르만 도시는 두 파벌이 도시를 양분했고, 신속지원군이 하르툼의 정부 건물 대부분을 점령하면서 알부르한은 포트수단으로 정부를 천도했다. 국제 강대국은 제다 조약 등을 통해 휴접 협상을 시도했으나 전투를 막지 못하고 실패했다.
이후 몇 달간 전선이 정체되면서 양 측은 이전에 수단 정부에 대항했던 여러 반군 단체와 합류했다. 11월 중순에는 수단해방운동의 민니 민나위와 무스타파 탐보르 파벌이 정의평등운동(JEM)과 함께 수단군을 지원한다며 공식적으로 전쟁에 합류했다. 반면 타마주즈 운동은 신속지원군 측에 합류했고, 수단 인민해방운동-북부(SPLM-N)의 압델라지즈 알힐루 파벌은 수단 남부의 수단군 진지를 공격했다.
2023년 10월부터 준군사가 다르푸르의 정부군을 물리치고 하르툼주, 쿠르두판, 알자지라주에서 승리를 거두면서 전쟁 향방이 신속지원군 측으로 기울기 시작했다. 2024년 2월부터는 수단군이 옴두르만에서 우위를 거뒀다. 전쟁에서 양 측의 추가 협상은 지금까지 큰 성과를 거두지 못했지만 많은 국가들이 알부르한의 수단군 혹은 다갈로의 신속지원군에 군사적, 정치적 지원을 제공했다.

## 배경

### 불안정한 국가와 남수단의 분리독립
수단은 선사 시대부터 사람이 살았으며, 고대와 중근세기까지 외국의 침공과 저항, 민족분규, 종교적 폭력, 자원전쟁 등 수많은 분쟁을 겪었다. 1821년, 수단은 이집트에 의해 정복되었고 1881년에는 무함마드 아마드가 민족주의 봉기를 일으켜 현대의 수단 영토에 "이슬람 국민국가"인 마흐디국을 세웠다.
아마드가 사망한 이후, 키치너 경이 이끄는 영국-이집트 연합군은 수단을 탈환했다. 이후 수단은 1956년 독립하고 2011년까지 영국령 시절 국경을 유지했다. 수단은 15번 이상의 쿠데타가 일어나는 등, 대부분을 군부 통치하에 있었으며, 사이사이 짧은 기간 민주적 의회 통치가 있었다.
이슬람이 우세한 수단 중앙정부와 기독교 및 여러 부족으로 구성된 수단 남부 사이 두 차례의 내전 끝에 2011년 남수단이 독립하였다. 이 내전으로 150만명이 사망하는 한편, 서부의 다르푸르 분쟁으로 200만명이 난민이 되었고 20만명 이상이 사망했다.

### 다르푸르 전쟁과 신속지원군의 형성

#### 잔자위드 민병대에서 신속지원군으로
21세기 접어들면서 수단 서부의 다르푸르 지역은 인종과 민족 갈등과 토지 및 수자원 분쟁으로 장기간 불안정한 상황에 사회적 분쟁을 겪었다. 2003년에는 이런 상황이 정부 통치에 반대하는 본격적인 반란으로 확대되었고 수단의 대통령이자 군사독재자인 오마르 알바시르는 무력 사용 카드를 꺼냈다. 그 결과 다르푸르 분쟁은 국가가 지지하는 광범위한 폭력행위로 이어져 알바시르 대통령의 여러 전쟁범죄와 집단학살로 이어졌다. 분쟁 초기에 약 30만명이 사망하고 270만명이 강제 이주했으며, 이후 폭력이 약화되었지만 다르푸르 지역의 상황은 여전히 평화롭지 않았다.
누바산맥의 비아랍계 부족 봉기를 진압하기 위해 알바시르는 다르푸르와 차드 일부 지역에서 활동하는 낙타 무역부족인 아랍인계 민족 잔자위드 민병대에 의존했다. 2013년 말에 알바시르는 잔자위드 민병대를 신속지원군으로 개편하였며 사령관으로 모하메드 함단 다갈로를 임명했다. 신속지원군은 대량학살, 대량강간, 약탈, 고문, 마을 초토화를 일삼았으며 푸르족, 마살리트족, 자가와족에 대한 민족 청소 혐의도 받고 있다. 신속지원군 지도자들은 대량 학살, 전쟁 범죄, 인도에 반한 범죄 등으로 수 차례 국제형사재판소(ICC)에 기소되긴 하였으나 다갈로 개인은 2003~2004년 사이 잔학 행위와는 연관되지 않았다.

#### ‘쿠데타 방지책’과 권력 확대
알바시르 정권은 군대 내의 안보 위협을 막기 위해 일명 "쿠데타 방지책" 으로 신속지원군 및 기타 무장단체의 세력을 키웠다. 알바시르는 자신의 산하에 군, 정보기관, 신속지원군을 두며 서로가 서로를 감시하는 체제를 구축했다.
2017년, 정보기관 소속이던 신속지원군은 알바시르에 의해 "독립된 보안군" 지위로 승격되었다. 다갈로는 알바시르의 후원으로 다르푸르 지역의 여러 금광을 받았으며 이를 통해 자신의 재산도 크게 늘렸다. 알바시르는 2013년 다르푸르 남부에서 발생한 봉기를 진압하기 위해 신속지원군을 파견했고, 신속지원군을 통해 예멘 내전과 제2차 리비아 내전에도 개입하며 관련 지도부와 유착 관계를 형성했다. 이 시기 신속지원군은 러시아의 민간 군사 단체인 바그너 그룹과의 협력 관계를 강화했다. 이 발전으로 신속지원군은 부대가 수 만명 규모로 늘어났으며 수천 대의 무장 장비을 소유하고 정기적으로 하르툼 길거리를 순찰했다.

### 정권 교체
2018년 12월 알바시르에 반대하는 시위가 시작되면서 수단 혁명의 첫걸음이 시작되었다. 8개월간 지속된 시민 불복종 운동은 폭력적인 탄압에 직면했다. 2019년 4월 신속지원군을 포함한 군이 쿠데타를 일으켜 알바시르를 축출해 30년간의 독재체제를 끝내고 군대가 새로운 군사독재 정권인 과도군부위원회를 수립했다. 알바시르는 하르툼에 수감되었으나 국제형사재판소(ICC)가 다르푸르 등의 전쟁범죄 혐의로 발부한 체포영장으로 국제사회에 넘겨지지 않았다. 쿠데타 이후에도 민정 이양을 요구하는 시위는 계속 이어졌고 2019년 6월 신속지원군과 수단군이 시위대 수백명을 사살하고 수십명을 강간한 하르툼 학살이 일어났다. 다갈로는 공격 주도 혐의를 부인했다.
2019년 8월 국제적인 압력과 아프리카 연합 및 에티오피아의 중재로 군대는 민간인 총리 압달라 함독이 이끄는 거국정부인 과도주권위원회에게 권력을 주고 2023년에 총선 투표를 열 예정이었다. 하지만 2021년 10월 수단군 총지휘관인 압델 파타 알부르한과 신속지원군이 쿠데타를 일으켜 정권을 장악했다. 과도주권위원회는 알부르한이 이끄는 새 군사정권으로 재편성되어 권력을 독점하고 수단의 민주주의 전환을 중단시켰다.

### SPLM-N과 SLM의 기원
수단해방운동(혹은 수단해방군, SLM, SLA, SLM/A)은 알바시르 정권에게 소외되었던 다르푸르 지역의 주로 비아랍계 민족이 모인 반군이다. 2006년부터 수반해방운동은 다르푸르 평화 협정에 대한 의견차로 여러 파벌로 나뉘어 일부 파벌이 하르툼 중앙정부 편으로 넘어갔다. 2023년까지 대표적인 수단해방운동의 파벌로는 민니 민나위 지휘 하의 SLM-민나위, 압둘 와히드 알누르 지휘 하의 SLM-알누르, 무스타파 탐보르 지휘 하의 SLM-탐보르이다. SLM-민나위와 SLM-탐보르는 2020년 주바 평화 협정에 서명하여 적대 행위를 중단하는 대신 정치적 약속을 받았으나 SLM-알누르는 서명을 거부하고 계속 교전했다.
SPLM-N, 정식 명칭 수단 인민해방운동-북부는 남수단 인민해방군/운동 세력 중 2011년 남수단 독립 국민투표 이후에도 수단에 남은 지역에 주둔한 부대에서 설립되었다. 이 병력은 몇 달 후 남쿠르두판주와 청나일주에서 반란을 일으켰다. 2017년 SPLM-N은 평화 조건으로 세속주의 이행을 주장하는 압델라지즈 알힐루가 이끄는 파벌과 이에 반대하는 말리크 아가르가 이끄는 파벌로 분열되었다. 수단 혁명 기간에는 알힐루 파벌이 무기한 일방적인 휴전을 선포했다. 2020년 수단 정부와 아가르 파벌 사이 평화 협정이 체결되면서 아가르는 나중에 하르툼 주도의 과도주권위원회에 합류했다. 알힐루는 몇 달 후 수단과의 별도의 평화 협정을 맺을 때까지 버티다가 서명했다. 하지만 2021년 쿠데타 이후 통합을 위한 추가 합의가 중단되었고 알힐루 파벌이 대신 SLM-알누르와 수단 공산당과 협정을 체결해 "혁명 헌장"을 작성하고 군부 권력을 축출하기 위해 협력하겠다고 합의했다.

## 같이 보기
- 수단의 인권
- 다르푸르 분쟁
- 다르푸르 집단학살
- 2021년 10월 수단 쿠데타
- 수단 내전 연표 (2023년)
- 수단 내전 연표 (2024년)